# Isomyia borneensis
Isomyia borneensis är en tvåvingeart som först beskrevs av Peris 1951.  Isomyia borneensis ingår i släktet Isomyia och familjen Rhiniidae. Inga underarter finns listade i Catalogue of Life.